# Vlag van Gameren

Dorpsvlag Gameren

De vlag van Gameren werd op 11 mei 2020 door het Nederlandse dorp Gameren in gebruik genomen  toen de Dorpsraad Gameren zijn 5e verjaardag vierde. De vlag bestaat uit een wit veld met in het midden het gemeentewapen afgebeeld. Het wapen is een combinatie van elementen uit de wapens van Vianen en Rossum. Dit heeft te maken met de geschiedenis van Gameren als heerlijkheid. Het is onder andere een leen geweest van de Heren van Vianen, die de rechten overdroegen aan het geslacht Van Rossem.

Wapen van Gameren
Wapen van Vianen
Wapen van Rossum

Acquoy
· Beekbergen-Lieren
· Beemte Broekland
· Bemmel
· Bennekom
· Bredevoort
· Deil
· Doornenburg
· Ederveen
· Elden
· Emst
· Enspijk
· Epse
· Gameren
· Gellicum
· Groenlo
· Harskamp
· Herwijnen
· Heukelum
· Heveadorp
· Hoenderloo
· Kerkdriel
· Klarenbeek
· Kootwijkerbroek
· Laag-Keppel
· Lathum
· Leuvenum
· Loenen
· Loil
· Meteren
· Netterden
· Oosterhuizen
· Radio Kootwijk
· Rumpt
· Schaarsbergen
· Spijk
· Stroe
· Teuge
· Uddel
· Ugchelen
· Vaassen
· Vierhouten
· Voorthuizen
· Vredenburg/Kronenburg